# Paladi
Paladi (tiếng La tinh: Palladium) là một kim loại hiếm màu trắng bạc và bóng, được William Hyde Wollaston phát hiện năm 1803, ông cũng là người đặt tên cho nó là palladium theo tên gọi của Pallas, một tiểu hành tinh được đặt tên theo tên gọi tượng trưng của nữ thần Athena, có được sau khi vị nữ thần này giết chết thần khổng lồ Pallas. Ký hiệu cho paladi là Pd và số nguyên tử của nó là 46. Paladi cùng với platin, rhodi, rutheni, iridi và osmi tạo thành một nhóm các nguyên tố gọi chung là các kim loại nhóm platin (PGM). Các PGM chia sẻ các tính chất hóa học tương tự, nhưng paladi là kim loại có điểm nóng chảy thấp nhất và nhẹ nhất trong số các kim loại quý này. Đặc biệt, ở nhiệt độ phòng và áp suất khí quyển, paladi có thể hấp thụ hiđrô tới 900 lần thể tích của nó, điều này làm cho paladi là chất lưu trữ hiệu quả và an toàn cho hiđrô và các đồng vị của hiđrô. Paladi cũng chống xỉn màu tốt, dẫn điện ổn định và khả năng chống ăn mòn hóa học cao cùng chịu nhiệt tốt.

## Lịch sử
Paladi được William Hyde Wollaston phát hiện năm 1803. Nguyên tố này được Wollaston đặt tên năm 1804 theo tên gọi của tiểu hành tinh Pallas, được phát hiện hai năm trước đó.
Wollaston tìm thấy paladi trong quặng platin thô từ Nam Mỹ bằng cách hòa tan quặng trong nước cường toan, trung hòa dung dịch bằng hiđroxide natri và kết của platin dưới dạng cloroplatinat amoni bằng chloride amoni. Ông bổ sung xyanua thủy ngân để tạo ra hợp chất xyanua paladi, rồi nung nóng nó để tách riêng kim loại paladi ra.

## Đặc trưng
Paladi là kim loại màu trắng bạc và mềm, trông tương tự như platin. Nó có tỷ trọng riêng nhỏ nhất và điểm nóng chảy thấp nhất trong số các kim loại nhóm platin. Nó mềm và dễ uốn khi tôi và tăng sức bền cũng như độ cứng lên rất nhiều khi gia công nguội. Paladi hòa tan chậm trong acid sulfuric, acid nitric và acid clohiđric. Kim loại này không phản ứng với oxy ở nhiệt độ bình thường và vì thế nó không bị xỉn màu khi ở trong không khí. Paladi nung nóng tới 800 °C sẽ sinh ra một lớp oxide paladi (II) (PdO). Nó bị xỉn màu nhẹ trong không khí ẩm có chứa lưu huỳnh.
Kim loại này có khả năng bất thường trong việc hút bám hiđrô tới trên 900 lần thể tích của nó khi ở nhiệt độ phòng. Người ta cho rằng có thể nó tạo ra hydride paladi (PdH2) nhưng vẫn chưa rõ ràng là nó có phải là hợp chất hóa học thật sự hay không.
Khi paladi hấp thụ một lượng lớn hiđrô, kích thước của nó sẽ giãn nở một chút. Ái lực của paladi với hiđrô làm cho nó đóng vai trò then chốt trong thực nghiệm Fleischmann-Pons năm 1989, còn gọi là nhiệt hạch lạnh.
Các trạng thái oxy hóa phổ biến của paladi là 0, +1, +2 và +4. Mặc dù ban đầu thì trạng thái +3 đã được coi là một trong các trạng thái oxy hóa nền tảng của paladi, nhưng không có chứng cứ nào cho thấy paladi tồn tại ở trạng thái oxy hóa +3; điều này được kiểm tra qua nhiễu xạ tia X cho một loạt các hợp chất, chỉ ra cho thấy thực chất chúng chỉ là chất nhị trùng của paladi (II) và paladi (IV) mà thôi. Gần đây, các hợp chất với trạng thái oxy hóa +6 đã được tổng hợp.

## Phổ biến
Các trầm tích quặng của paladi và các PGM khác khá hiếm và trầm tích rộng lớn nhất là trong dải norit ở phức hệ đá lửa Bushveld tại Transvaal thuộc Nam Phi, phức hệ Stillwater ở Montana, Hoa Kỳ, Sudbury ở Ontario, Canada và phức hệ Norilsk ở Nga. Ngoài việc khai thác mỏ, tái chế cũng là nguồn cung cấp paladi, chủ yếu từ các bộ chuyển đổi xúc tác đã bỏ đi. Hàng loạt các ứng dụng và nguồn cung cấp hạn chế của paladi tạo ra cho nó như một lĩnh vực đầu tư đáng quan tâm.
Paladi có thể tìm thấy như là kim loại tự do tạo hợp kim với vàng và các kim loại khác của nhóm platin trong các trầm tích thuộc dãy núi Ural, Australia, Ethiopia, Nam và Bắc Mỹ. Nó được sản xuất ở quy mô thương mại từ trầm tích niken-đồng tìm thấy ở Nam Phi, Ontario và Siberia; một lượng lớn quặng được chế biến làm cho việc chiết tách paladi đem lại lợi nhuận cho dù nó chỉ chiếm một tỷ lệ nhỏ trong các quặng này. Nhà sản xuất paladi lớn nhất thế giới là GMK Norilski Nikel (ГМК Норильский Никель), sản xuất nó từ trầm tích niken ở Norilsk–Talnakh. Mạch quặng Merensky của phức hệ đá lửa Bushveld ở Nam Phi chứa một lượng paladi đáng kể cùng các nguyên tố nhóm platin khác. Phức hệ đá lửa Stillwater ở Montana cũng chứa paladi ở hàm lượng có thể khai thác.
Paladi cũng được sản sinh ra từ các lò phản ứng phân hạch hạt nhân và có thể chiết tách ra từ nhiên liệu hạt nhân đã qua sử dụng, xem thêm bài Tổng hợp kim loại quý, mặc dù sản lượng thu được là không đáng kể.
Paladi được tìm thấy trong các khoáng vật hiếm như cooperit và polarit.

### Đồng vị
Paladi nguồn gốc tự nhiên là hỗn hợp của 6 đồng vị. Các đồng vị phóng xạ ổn định nhất là Pd107 với chu kỳ bán rã 6,5 triệu năm, Pd103 với chu kỳ bán rã 17 ngày và Pd100 với chu kỳ bán rã 3,63 ngày. Mười tám đồng vị phóng xạ khác cũng được nêu đặc trưng với nguyên tử lượng trong khoảng từ 92,936 (Pd93) tới 119,924 (Pd120). Phần lớn trong số này có chu kỳ bán rã nhỏ hơn nửa giờ, ngoại trừ Pd101 (8,47 giờ), Pd109 (13,7 giờ) và Pd112 (21 giờ).
Phương thức phân rã chủ yếu của các đồng vị nhẹ hơn Pd106 là bắt điện tử tạo ra rhodi còn phương thức phân rã chủ yếu của các đồng vị nặng hơn Pd106 là phân rã beta tạo ra bạc.
Ag107 do phóng xạ sinh ra là sản phẩm phân rã của Pd107 và lần đầu tiên được phát hiện trong vẫn thạch tại Santa Clara, California năm 1978. Các nhà phát hiện cho rằng the sự hợp nhất và phân chia của các hành tinh nhỏ có lõi sắt có thể xảy ra khoảng 10 triệu năm sau sự kiện tổng hợp hạt nhân. Các mối tương quan giữa Pd107 và Ag được ghi nhận trong các thiên thạch, rõ ràng đã nóng chảy kể từ khi phát triển dần lên của hệ Mặt Trời, phải phản ánh sự hiện diện của các nuclit tồn tại ngắn trong hệ Mặt Trời thời kỳ đầu.

## Sản xuất và nhu cầu

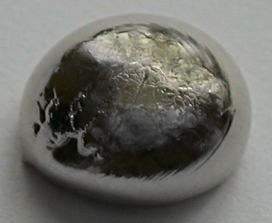
1 giọt Paladi.

Năm 2005, Nga là nhà sản xuất paladi hàng đầu thế giới, chiếm trên 50% thị phần, tiếp theo là Nam Phi, Hoa Kỳ và Canada, theo báo cáo của Cục địa chất Anh.
Cho tới năm 2000, việc cung cấp paladi của Nga ra thị trường thế giới luôn bị trì hoãn và hủy bỏ do hạn mức xuất khẩu luôn không được cấp đúng lúc vì các lý do chính trị. Điều này làm cho giá cả của paladi trên thị trường cao tới 1.100 USD mỗi oz vào tháng 1 năm 2001. Trong khoảng thời gian này, Ford Motor Company, do e ngại việc sản xuất ô tô có thể bị phá vỡ do thiếu hụt paladi, nên đã tiến hành dự trữ một lượng lớn kim loại này bằng việc mua ở mức giá gần như cao nhất. Do giá cả sau đó giảm xuống nên Ford đã thua thiệt khoảng 1 tỷ USD.
Nhu cầu thế giới về paladi tăng từ 100 tấn năm 1990 tới gần 300 tấn vào năm 2000. Sản lượng paladi do khai thác quặng là khoảng 222 tấn vào năm 2006, theo dữ liệu của USGS. Phần lớn paladi được dùng trong các bộ chuyển đổi xúc tác của công nghiệp sản xuất ô tô.

## Ứng dụng
Các tính chất độc đáo của paladi và các PGM khác giải thích cho sử dụng rộng rãi của chúng. Khoảng một phần tư hàng hóa sản xuất ngày nay hoặc là chứa PGM hoặc là có PGM đóng vai trò quan trọng trong quá trình sản xuất ra chúng. Trên một nửa nguồn cung cấp paladi và platin được dùng cho các bộ chuyển đổi xúc tác, trong đó chúng chuyển hóa tới 90% các khí độc hại từ khói ô tô (các hydrocarbon, mônoxide cacbon và các oxide nitơ) thành các chất ít độc hại hơn (nitơ, dioxide cacbon và hơi nước). Chất lượng kim loại quý của paladi và bề ngoài của nó tạo ra một sự tiêu thụ đáng kể trong ngành kim hoàn. Paladi được tìm thấy trong nhiều đồ điện tử như máy tính, điện thoại di động, tụ điện gốm nhiều lớp, mạ hợp thành, tiếp điểm điện áp thấp, và ti vi SED/OLED/LCD. Paladi cũng được sử dụng trong nha khoa, y học, tinh chế hiđrô, các ứng dụng hóa học, xử lý nước ngầm và đóng vai trò quan trọng trong công nghệ sử dụng cho các tế bào nhiên liệu, trong đó kết hợp hiđrô và oxy để phát điện, nhiệt và nước.
Paladi được sử dụng trong nha khoa, chế tạo đồng hồ, các que thử đường trong máu, trong bu gi tàu bay và để sản xuất các dụng cụ phẫu thuật và các tiếp điểm điện.
Chloride paladi đã từng có thời được chỉ định như là vị thuốc điều trị bệnh lao với liều lượng 0,065g mỗi ngày (khoảng 1 miligam trên mỗi kilôgam trọng lượng cơ thể). Việc điều trị này có nhiều tác động phụ tiêu cực vì thế sau này nó đã bị thay thế bằng các loại thuốc khác có hiệu quả hơn.

### Ngành điện tử
Ứng dụng lớn nhất của paladi trong ngành điện tử là sản xuất tụ gốm nhiều lớp. Paladi (và các hợp kim paladi-bạc) được sử dụng như là các điện cực trong các tụ điện gốm nhiều lớp. Paladi (đôi khi tạo hợp kim với niken) được sử dụng trong các lớp mạ kết nối trong các đồ điện tử tiêu dùng.
Nó cũng được dùng trong việc mạ các thành phần của đồ điện tử và trong các vật liệu hàn. Riêng bộ phận điện tử tiêu thụ khoảng 1,07 triệu troy oz paladi (khoảng 33 tấn) vào năm 2006, theo như báo cáo của Johnson Matthey.

### Công nghệ
Hiđrô dễ dàng khuếch tán qua paladi bị đốt nóng; vì thế, nó cung cập một cách thức để tinh chế khí này. Các lò phản ứng có màng với màng lọc bằng paladi vì thế được sử dụng để sản xuất hiđrô.
Nó cũng là một phần của điện cực paladi-hiđrô trong các nghiên cứu điện hóa học. Chloride paladi (II) có thể hấp thụ một lượng lớn khí mônoxide cacbon, và được dùng trong các thiết bị dò mônoxide cacbon.

### Xúc tác
Khi được phân chia thành các hạt rất mịn, chẳng hạn như trong paladi trên cacbon, paladi tạo thành một chất xúc tác tốt và được dùng để tăng tốc cho các phản ứng hiđrô hóa và khử hiđrô, cũng như trong cracking dầu mỏ. Một lượng lớn các phản ứng hình thành liên kết cacbon-cacbon trong hóa hữu cơ (như phản ứng Heck và phản ứng Suzuki) được tiến hành thuận lợi bằng xúc tác của các hợp chất chứa paladi. Ứng dụng lớn nhất của paladi hiện nay là trong các bộ chuyển đổi xúc tác.
Paladi cũng là kim loại đa năng trong xúc tác đồng nhất. Nó được sử dụng kết hợp với nhiều dạng phối thể cho các phản ứng chuyển hóa hóa học có tính chọn lọc cao.

### Lưu trữ hiđrô
Hydride paladi là paladi kim loại có chứa một lượng đáng kể hiđrô trong lưới tinh thể của nó. Ở nhiệt độ phòng và áp suất khí quyển, paladi có thể hấp thụ lượng hiđrô tới 935 lần thể tích của chính nó theo một phản ứng thuận nghịch. Tính chất này được nghiên cứu tỉ mỉ do việc lưu trữ hiđrô là đáng quan tâm và để hiểu rõ hơn điều gì xảy ra ở cấp độ phân tử nhằm có thể dò ra manh mối để tạo ra các hydride kim loại cải tiến. Tuy nhiên, việc lưu giữ hiđrô trên cơ sở paladi là quá đắt tiền, do giá thành cao của kim loại này.

### Kim hoàn

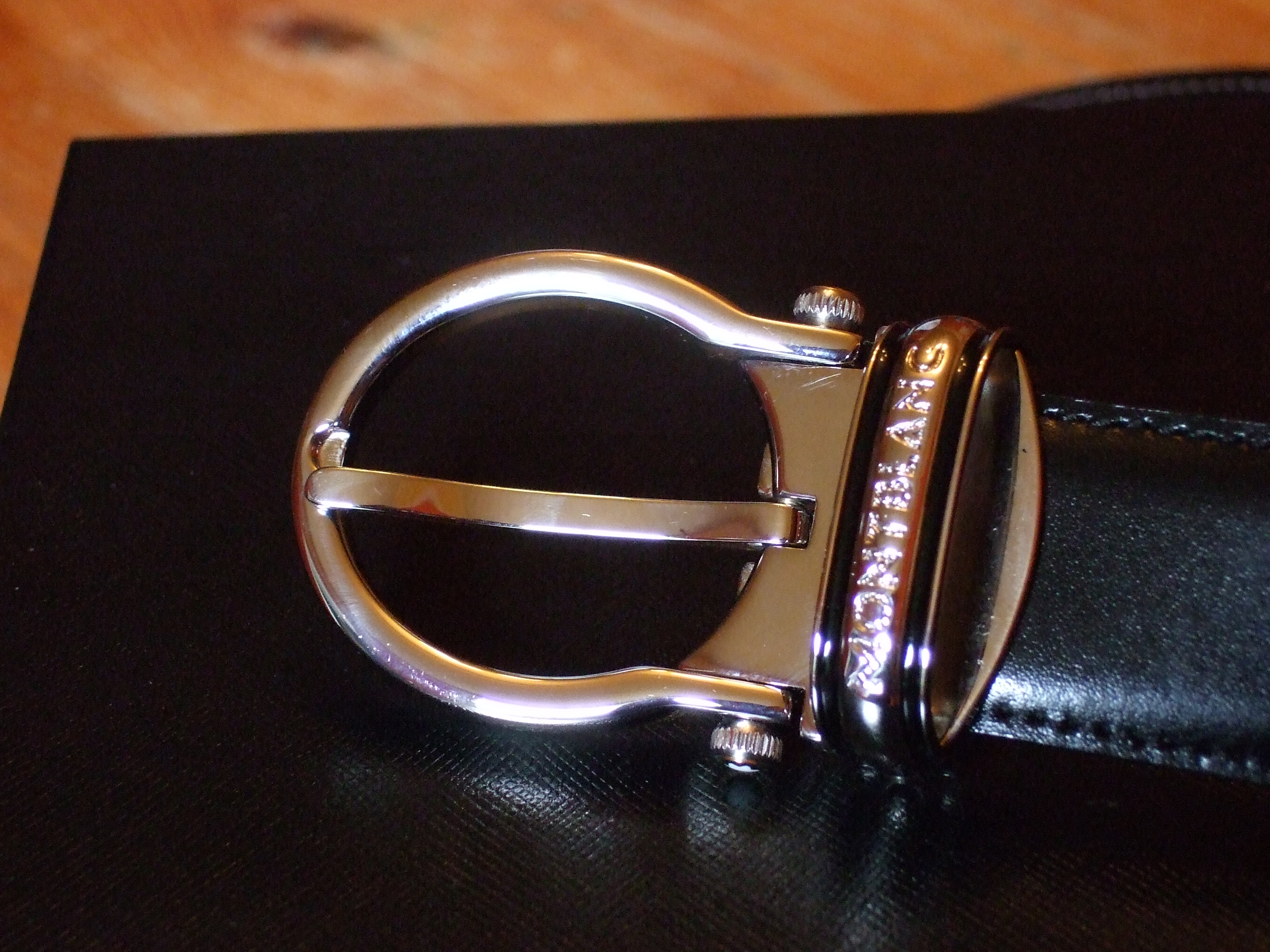
Lớp paladi mạ trên khóa thắt lưng.

Paladi đôi khi được sử dụng trong ngành kim hoàn như là một kim loại quý, để thay thế cho platin hay vàng trắng. Điều này là do tính chất có màu trắng tự nhiên của nó nên không cần thiết phải mạ rhodi. Nó hơi trắng hơn, nhẹ hơn nhiều và cứng hơn khoảng 12%. Tương tự như vàng, paladi có thể rèn thành các lá mỏng với độ dày cỡ 100 nm (1/250.000 inch). Tương tự như platin, nó sẽ phát triển một lớp gỉ mờ theo thời gian. Tuy nhiên, không giống như platin, paladi bị đổi màu ở các nhiệt độ cao trong quá trình hàn, nó trở nên cứng hơn khi bị nung nóng và làm nguội lặp đi lặp lại và sẽ phản ứng với các acid mạnh.
Nó cũng có thể được dùng để thay thế cho niken trong sản xuất vàng trắng. Paladi là một trong số ba kim loại hay được sử dụng nhất để tạo hợp kim với vàng trong sản xuất vàng trắng. (Niken và bạc cũng có thể được dùng) Hợp kim paladi-vàng đắt tiền hơn so với hợp kim niken-vàng nhưng nó ít gây dị ứng hơn và giữ màu trắng cũng tốt hơn.
Tại Hoa Kỳ, khi platin được công bố là nguồn chiến lược của nhà nước trong thời gian diễn ra Đại chiến thế giới lần thứ hai, nhiều vật dụng kim hoàn được làm bằng paladi. Gần đây, như vào tháng 9 năm 2001, paladi là đắt tiền hơn platin và ít sử dụng trong kim hoàn cũng như do các rào cản kỹ thuật trong đúc khuôn. Tuy nhiên, các vấn đề đúc đã được giải quyết và việc sử dụng nó trong ngành kim hoàn đã tăng lên do giá của platin lại tăng và giá của paladi lại giảm.
Cho tới năm 2004, sử dụng cơ bản của paladi trong ngành kim hoàn là trong vai trò của hợp kim để sản xuất đồ trang sức bằng vàng trắng, nhưng kể từ đầu năm 2004 khi giá của vàng và platin tăng nhanh chóng thì các nhà sản xuất đồ trang sức tại Trung Quốc đã bắt đầu chế tạo một lượng đáng kể đồ trang sức paladi. Johnson Matthey ước tính rằng, trong năm 2004 với sự giới thiệu đồ trang sức bằng paladi tại Trung Quốc thì nhu cầu về paladi cho sản xuất đồ trang sức là 920.000 oz, hay khoảng 14% tổng nhu cầu về paladi cho năm 2004, và tăng gần 700.000 oz so với năm 2003. Sự phát triển này còn tiếp tục trong năm 2005, với nhu cầu về paladi cho trang sức toàn thế giới được ước tính là khoảng 1,4 triệu oz, hay gần 21% sự cung cấp paladi ròng và nhu cầu lớn nhất vẫn tập trung tại Trung Quốc.

### Nhiếp ảnh
Với công nghệ in ấn in platin, các nhà nhiếp ảnh có thể tạo ra các bản in đen trắng mang tính nghệ thuật cao bằng cách sử dụng các muối platin hay paladi. Thông thường được dùng cùng với platin, paladi là một thay thế cho bạc.

### Nghệ thuật
Các lá paladi là một trong vài sự thay thế cho các lá bạc được dùng trong các bản thảo viết tay trang kim (sơn son thiếp vàng). Việc sử dụng các lá bạc gây ra một số vấn đề do khuynh hướng bị xỉn màu của nó. Các lá nhôm là sự thay thế không đắt tiền, tuy nhiên nhôm khó gia công hơn nhiều so với vàng hay bạc và tạo ra các kết quả ít tối ưu hơn khi sử dụng các kỹ thuật tạo lá kim loại truyền thống và vì thế các lá paladi được coi là sự thay thế tốt nhất mặc dù giá thành khá cao của nó. Các lá platin cũng có thể dùng để tạo ra các hiệu ứng tương tự như các lá paladi, nhưng nó khó kiếm hơn.